# Max von Pawlowski

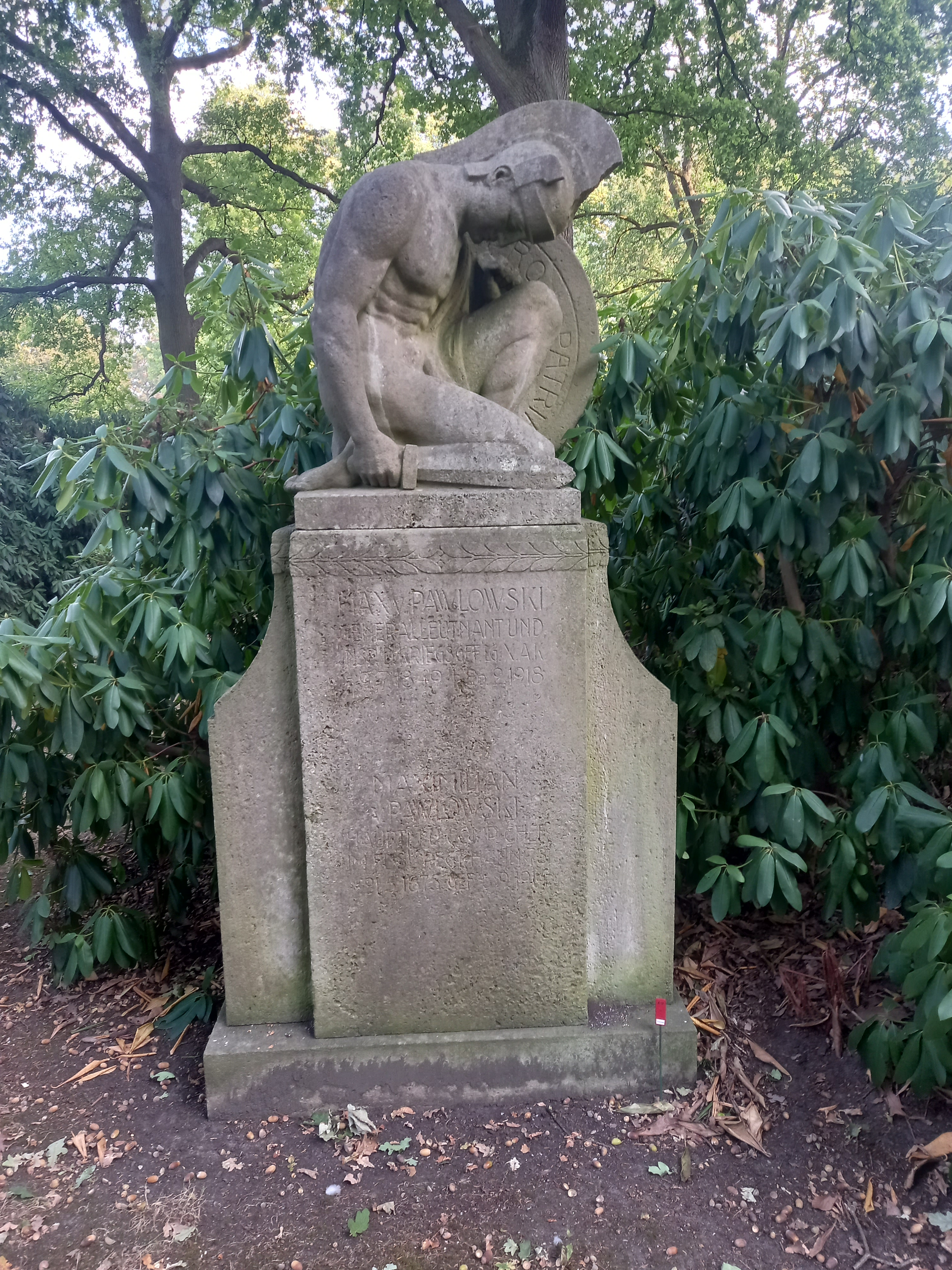
Das Grab von Max von Pawlowski auf dem Stadtfriedhof Stöcken in Hannover

Max  Adolf Stanislaus von Pawlowski (* 9. Juli 1849 in Lapsau; † 26. Februar 1918 in Hannover) war ein preußischer Generalleutnant.

## Leben

### Herkunft
Er war der Sohn eines Rittergutsbesitzers.

### Militärkarriere
Nach seiner Erziehung im elterlichen Haus und dem Besuch der Kadettenanstalten Kulm und Berlin wurde Pawlowski am 13. Juni 1866 als charakterisierter Portepeefähnrich dem Ersatz-Bataillon des 5. Ostpreußischen Infanterie-Regiments Nr. 41 der Preußischen Armee überwiesen. Mit dem Verband nahm er im selben Jahr am Krieg gegen Österreich teil und wurde am 14. November 1867 zum Sekondeleutnant befördert. Als solcher am 26. August 1870 zum Adjutant des II. Bataillons ernannt, kam Pawlowski während des Deutsch-Französischen Krieges bei Colombey, Noisseville und  Saint-Quentin zum Einsatz, machte die Belagerung von Metz mit und erhielt für seine Leistungen das Eiserne Kreuz II. Klasse.
Vom 1. Dezember 1873 bis 31. März 1877 fungierte er als Regimentsadjutant und wurde zwischenzeitlich am 25. Februar 1875 Premierleutnant. Er wurde dann am 13. März 1879 als Adjutant zur 7. Infanterie-Brigade kommandiert und kurz darauf am 5. April à la suite des Regiments gestellt. Mitte August 1880 als Hauptmann à la suite in das 3. Ostpreußische Grenadier-Regiment Nr. 4 versetzt, wurde Pawlowski am 1. April 1881 unter Entbindung von seinem Kommando als Adjutant in das Infanterie-Regiment Nr. 129 nach Bromberg versetzt. Hier diente er bis Mitte Januar 1888 als Chef der 5. Kompanie. Unter Versetzung in das 1. Hannoversche Infanterie-Regiment Nr. 74 folgte anschließend seine Kommandierung als Adjutant zur 1. Division und Mitte November 1888 in gleicher Funktion zum I. Armee-Korps. Dort am 13. Dezember 1888 zum Major befördert, wurde Pawlowski am 8. März 1890 als Bataillonskommandeur in das Garde-Füsilier-Regiment versetzt. Innerhalb dieses Regiments stieg er am 14. Mai 1894 als Oberstleutnant zum etatmäßigen Stabsoffizier auf. Vom 16. Juni 1894 bis 21. März 1897 fungierte er als Kommandeur des Garde-Schützen-Bataillons. Zeitgleich mit seiner Beförderung zum Oberst übernahm Pawlowski anschließend das in Metz stationierte Königs-Infanterie-Regiment (6. Lothringisches) Nr. 145. Von diesem Kommando wurde er am 21. Mai 1900 entbunden und mit der folgenden Beförderung zum Generalmajor zum Kommandeur der 38. Infanterie-Brigade in Hannover ernannt. Nach knapp drei Jahren gab er die Brigade an seinen Nachfolger Hermann von Spiegel von und zu Peckelsheim ab und wurde zum Kommandanten von Straßburg ernannt.
Als solcher wurde Pawlowski für seine langjährigen Verdienste im Juni 1903 mit dem Stern zum Kronenorden II. Klasse sowie im Juni 1905 mit dem Stern zum Roten Adlerorden II. Klasse mit Eichenlaub ausgezeichnet. Außerdem erhielt er am 24. April 1904 den Charakter als Generalleutnant.
In Genehmigung seines Abschiedsgesuches wurde Pawlowski mit gesetzlicher Pension am 2. April 1908 zur Disposition gestellt.
Während des Ersten Weltkriegs wurde Pawlowski reaktiviert und diente seit Januar 1915 als Inspekteur der Kriegsgefangenenlager im Bereich des X. Armee-Korps. In dieser Stellung ist er Ende Februar 1918 verstorben.

## Auszeichnungen
- Silberne Spange zum Eisernen Kreuz 1870/71 am 7. August 1915.[7]
- Erinnerungskreuz für 1866[8]